# Górzanie
Górzanie (t. Górorze, Gorzanie, Górzony) – grupa etnograficzna ludności polskiej zamieszkująca obszar Górnego Śląska, dokładniej Górnośląski Okręg Przemysłowy, na Wyżynie Śląskiej, okolice miast: Bytom, Gliwice, Ruda Śląska, Siemianowice Śląskie, Tarnowskie Góry, Piekary Śląskie.
Górzanie pierwotnie stanowili rolniczą grupę etnograficzną. Wyróżniono kilka mniejszych skupisk ludności z cechami właściwym kulturze rolników, jednakże z nawarstwieniem cech powstałych pod wpływem odmiennych warunków życia i pracy.
Pierwszą grupę stanowi ludność zamieszkująca wielkie osiedla przemysłowo-miejskie, ciągnące się ustawicznie od Wzgórz Mikołowskich po Tarnowskie Góry, od Gliwic po Przemszę i po Mysłowice. Ludowa kultura materialna Zagłębia Górnośląskiego została prawie zupełnie zniwelowana poprzez wpływy miejskie. Charakterystyczne przejawy tej kultury są zauważalne jeszcze u Górzan trudniących się rolnictwem. Zamieszkują oni tereny poza właściwym Zagłębiem, przede wszystkim w powiecie gliwickim i tarnogórskim. Niewielka część tej ludności dojeżdża do pracy w Zagłębiu, będąc pewnym ogniwem łączącym wsie rodzinne i obszary przemysłowe.
Górzanie nosili strój rozbarski zwany też strojem rozbarsko-bytomskim.
Górzanie to głównie mieszkańcy obszarów kopalnianych, które w dawnej mowie śląskiej zwykło określać się górami. Etnografowie wywodzą właśnie nazwę grupy od kopalń zwanych dawniej górami.
Dorota Simonides przedstawiła, że nazwa górnicy wywodzi się od Górzan zamieszkujących obszary przy kopalniach.